# گونیان
گونیان، روستایی از توابع بخش مهاباد شهرستان اردستان در استان اصفهان ایران است.

## جمعیت
این روستا در دهستان همبرات قرار دارد و براساس سرشماری مرکز آمار ایران در سال1395، جمعیت ا245 37خانوار) بوده‌است.